# Chrysí (ort i Grekland, Mellersta Makedonien)
Chrysí är en ort i Grekland.   Den ligger i prefekturen Nomós Péllis och regionen Mellersta Makedonien, i den norra delen av landet, 400 km norr om huvudstaden Aten. Chrysí ligger 120 meter över havet och antalet invånare är 281.
Terrängen runt Chrysí är kuperad åt sydost, men åt nordväst är den platt.Runt Chrysí är det ganska glesbefolkat, med 50 invånare per kvadratkilometer. Närmaste större samhälle är Édessa, 16,8 km söder om Chrysí. 